# Ulytau (tỉnh)
Tỉnh Ulytau là một tỉnh của Kazakhstan. Trung tâm hành chính của tỉnh là thành phố Jezkazgan. Tổng thống Kazakhstan Kassym-Jomart Tokayev công bố vào ngày 16 tháng 3 năm 2022 rằng sẽ thành lập tỉnh.  Tỉnh Ulytau được tách ra từ tỉnh Karaganda khi dự luật của Tokayev có hiệu lực vào ngày 8 tháng 6 năm 2022. Ranh giới của tỉnh gần tương ứng với nửa tây của tỉnh cũ Jezkazgan bị giải thể vào năm 1997 và sáp nhập vào tỉnh Karaganda.